# Brønderslev Idrætsforening
Brønderslev IF er en dansk idrætsforening, hjemhørende i Brønderslev. Foreningen blev grundlagt i 1897, og blandt sportsgrenene er fodbold, håndbold og bordtennis.
Klubbens bedste fodboldhold spillede i foråret 2016 i Jyllandsserien.

## Trivia
- Jakob Ahlmann spillede i klubben før han skiftede til AaB som 13-årig.

| Fodbold | Spire Denne artikel om en dansk fodboldklub er en spire som bør udbygges. Du er velkommen til at hjælpe Wikipedia ved at udvide den. |